# Sedlčany
Sedlčany település Csehországban, a Příbrami járásban. Sedlčany Nedrahovice, Prosenická Lhota, Vysoký Chlumec, Kňovice, Příčovy, Osečany, Kosova Hora és Dublovice településekkel határos. Lakosainak száma 6811 fő (2024. január 1.).

## Népesség
A település lakosságának változását az alábbi diagram mutatja:
| Lakosok száma | 4428 | 4572 | 4330 | 3713 | 7585 | 7846 | 7227 | 7080 | 6799 | 6811 |
|               | 1869 | 1890 | 1921 | 1950 | 1980 | 2001 | 2017 | 2019 | 2022 | 2024 |